# Messwandler

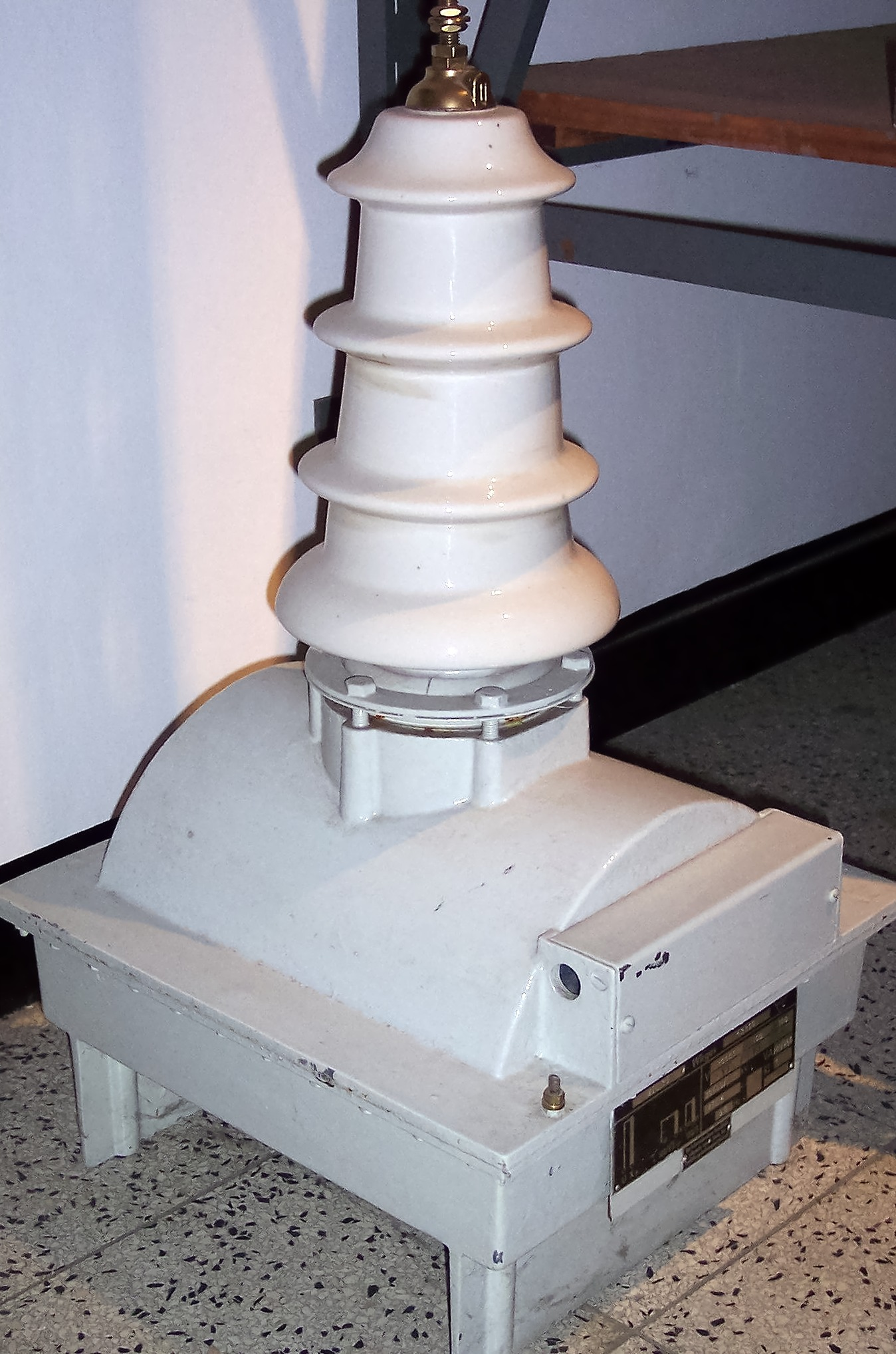
Mittelspannungs-Messwandler (Spannungswandler) 30 kV/100 V 50 Hz

Gemäß der für die Messtechnik grundlegenden Norm DIN 1319 ist ein Messumformer ein Messmittel (Messgerät, Messeinrichtung …), das eine Eingangsgröße entsprechend einer festen Beziehung in eine Ausgangsgröße umformt. Speziell als Messwandler werden solche Messumformer bezeichnet, die am Eingang und am Ausgang dieselbe physikalische Größe aufweisen und ohne Hilfsenergie arbeiten.
Sie werden eingesetzt, wenn eine elektrische Stromstärke oder elektrische Spannung zu groß ist, um mit den üblichen Geräten direkt gemessen werden zu können. Induktive Messwandler ermöglichen die galvanische Trennung des gut verarbeitbaren elektrischen Signales von gefährlich hoher Spannung, ehe es einem Strommesser, Spannungsmesser, Energiezähler, Messgerät für Wirkleistung usw. zugeführt wird.
Als Bestandteil einer Messeinrichtung müssen Messwandler auf kleine Fehlergrenzen ausgelegt sein.

## Wechselstromwandler
Messwandler für Wechselgrößen kommen in erster Linie im Stromnetz als ortsfeste speziell ausgelegte Transformatoren zum Einsatz und zwar sowohl in Ausführungen für Messzwecke als auch für Schutzzwecke. Sie werden unter den Stichworten Stromwandler und Spannungswandler behandelt. Ferner gibt es sie als Laborgeräte sowie kombiniert mit einem anzeigenden Messgerät unter der Bezeichnung Zangenstrommesser.

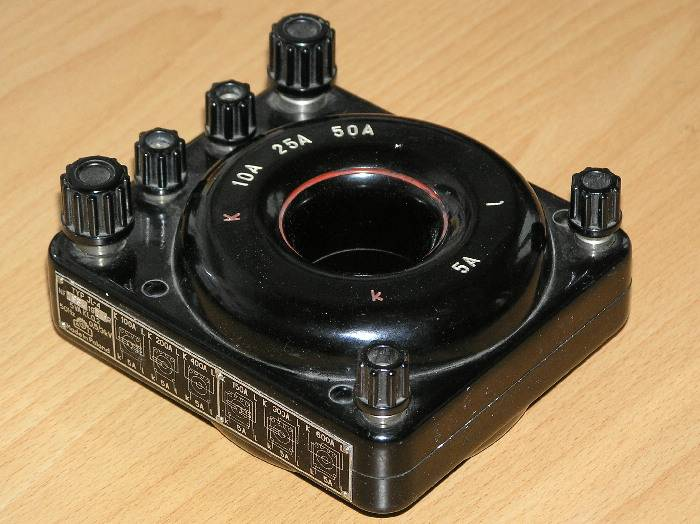
Stromwandler für Laboranwendung mit mehreren Messbereichen

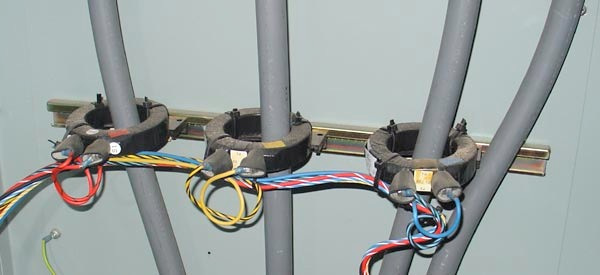
Durchsteck-Strommesswandler an drei Leitungen für Dreiphasenwechselstrom

Besonders in Mittelspannungsschaltanlagen werden vermehrt sogenannte Kleinsignalwandler mit Rogowskispulen verwendet, die am Ausgang anstelle eines dem Eingangsstrom proportionalen Stromes eine der Eingangsstrom-Ableitung nach der Zeit proportionale Spannung ausgeben. Aufgrund ihrer geringen Baugröße gewinnen diese immer mehr an Verbreitung. Sie sind aber keine Messwandler im oben angegebenen Sinn, sondern Messumformer; sie benötigen elektronische Unterstützung – das Ausgangssignal steht erst nach einer Integration zur Verfügung.

## Gleichstromwandler

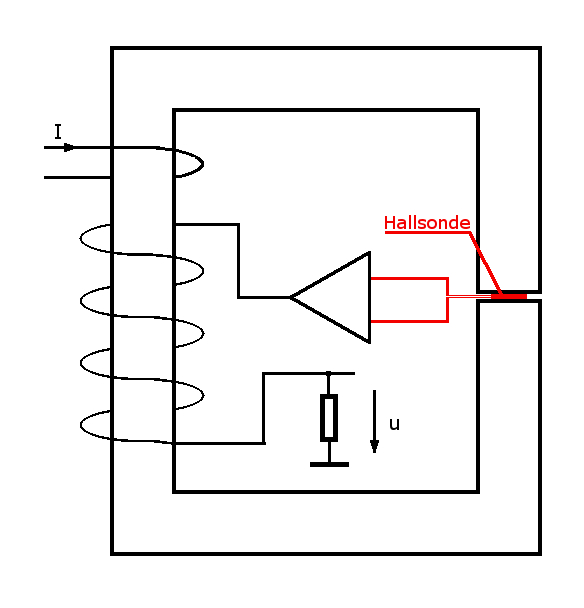
Schema eines Gleichstromwandlers mit Hallsonde

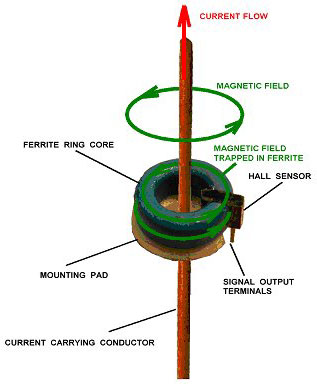
Aufbau als Durchsteck-Gleichstromwandler

Für Ströme inklusive Gleichanteil sind elektronische Stromwandler entwickelt worden, die Hilfsspannung(en) benötigen.
Es sind zwei Prinzipien dieser Kompensationsstromwandler bekannt:

### Mit Hallsonde
Nebenstehendes Bild zeigt einen möglichen Aufbau. Er enthält einen magnetischen Kreis mit zwei Wicklungen: Eine dickdrähtige mit einer oder wenigen Windungen für den zu messenden Laststrom und eine zweite dünndrähtige mit hoher Windungszahl zur Kompensation. In einem kleinen Luftspalt sitzt ein Magnetfeldsensor. Dazu werden Hallsonden oder Feldplatten benutzt. Die Spannung des Sensors wird einem Regelverstärker zugeführt. Sein Ausgangssignal wird so auf die Messwicklung geschaltet, dass es das Feld des Laststromes auf Null kompensiert. In diesem Stromkreis befindet sich noch ein relativ niederohmiger Messwiderstand (Bürde, z. B. 100 Ω), an dem das Laststromabbild abgegriffen werden kann. Diese Messmethode ist über einen weiten Frequenzbereich einsetzbar, bei Gleichstrom stört jedoch ein Hysteresefehler. Die obere Grenzfrequenz ist weitgehend durch den Regelverstärker bestimmt und liegt typisch im 100-kHz-Bereich.

### Mit Fluxgate-Sonde
Der Aufbau verwendet als Nullfeldsensor ein Fluxgate-Magnetometer. Das Prinzip, mittels Regelverstärker und Hilfswicklung das Feld auf Null zu steuern, wird ebenso wie oben beschrieben angewendet. Der Nullfeldsensor nach dem Fluxgate-Prinzip erfordert keinen geschlitzten Kern, hat kein Hystereseverhalten und laut Hersteller eine geringe Nullpunktdrift.

## Sonderformen
Für sehr hochfrequente Wechselströme und Mikrowellen sind Messwandler mit Spulen wegen ihrer Induktivität ungeeignet. Stattdessen werden etwa Thermoumformer verwendet, die aufgrund ihrer thermischen Trägheit nicht den Augenblickswert von Spannung oder Stromstärke messen, sondern eine Spannung erzeugen, die der vom Sensor im Mittel aufgenommenen Leistung, also dem Quadrat des Stromes, proportional ist.
Daneben gibt es Messwandler, die Optokoppler verwenden und sowohl für Gleichstrom als auch für Wechselstrom einsetzbar sind, siehe Galvanische Trennung.